# Bermejoa zoeae
 (novembre 2023).
Genre
Espèce
Bermejoa zoeae, unique représentant du genre Bermejoa, est une espèce d'araignées mygalomorphes de la famille des Theraphosidae.

## Distribution
Cette espèce est endémique du département de Santa Cruz en Bolivie,. Elle se rencontre vers Bermejo dans le Refugio de Los Volcanes.

## Description
Le mâle holotype mesure 20,6 mm.

## Systématique et taxinomie
Cette espèce a été décrite par Gabriel, Sherwood & Pérez-Miles, 2023.
Ce genre a été décrit par Gabriel, Sherwood & Pérez-Miles, 2023 dans les Theraphosidae.

## Étymologie
Cette espèce est nommée en l'honneur de Zoë Simmons. 

## Publication originale
- Gabriel, Sherwood & Pérez-Miles, 2023 : « Four new species and two new genera of theraphosid spider from Bolivia (Araneae: Theraphosidae). » Arachnology, vol. 19, no 6, p. 944-951.